# Campeonato de Fútbol de Costa Rica 1983
La temporada 1983 de la Liga Superior fue la 64.ª edición de la máxima categoría del sistema de Ligas costarricenses de fútbol. Se disputó desde el 27 de febrero de 1983 y concluyó el 18 de enero de 1984.
El equipo Alajuelense se proclamó campeón por ser líder de las fases de clasificación y pentagonal.

## Sistema de competición
La temporada de la Liga Superior estuvo conformada en tres partes:
- Fase de clasificación: Se integró por las 36 jornadas del certamen.
- Fase pentagonal: Se integró por un grupo con los cinco mejores equipos.
- Gran final: Eventual serie final entre el líder de la clasificación y el líder de la pentagonal.

### Fase de clasificación
En la fase de clasificación se observó el sistema de puntos. La ubicación en la tabla general, estuvo sujeta a lo siguiente:
- Por juego ganado se otorgaron dos puntos.
- Por juego empatado se otorgó un punto.
- Por juego perdido no se otorgaron puntos.

En esta fase participaron los 10 clubes de la Liga Superior jugando todos contra todos durante las 36 jornadas respectivas a lo largo de la temporada, a visita recíproca durante cuatro vueltas.
El orden de los clubes al final de la fase de clasificación del torneo correspondió a la suma de los puntos obtenidos por cada uno de ellos y se presentó en forma descendente. Si al finalizar las 36 jornadas del torneo, dos o más clubes estuviesen empatados en puntos, su posición en la tabla general fue determinada atendiendo a los siguientes criterios de desempate:
1. Mayor diferencia positiva general de goles. Este resultado se obtiene mediante la sumatoria de los goles anotados a todos los rivales, en cada campeonato menos los goles recibidos de estos.
2. Mayor cantidad de goles a favor, anotados a todos los rivales dentro de la misma competencia.
3. Mejor puntuación particular que hayan conseguido en las confrontaciones particulares entre ellos mismos.
4. Mayor diferencia positiva particular de goles, la cual se obtiene sumando los goles de los equipos empatados y restándole los goles recibidos.
5. Mayor cantidad de goles a favor que hayan conseguido en las confrontaciones entre ellos mismos.
6. Como última alternativa, el ente organizador realizaría un sorteo para el desempate.

El último equipo clasificado sería reemplazado por el campeón de la segunda categoría para la siguiente campaña.

### Fase pentagonal
Al término de las 36 jornadas de la fase anterior, los cinco mejores equipos ubicados según su grupo disputan una pentagonal, y el equipo que obtuvo el primer lugar de la clasificación general se asegura un puesto en la gran final de manera automática. Si este repite su condición de líder, se corona campeón, de lo contrario si otro club consigue el primer lugar de esta segunda fase, se extiende el campeonato a una serie final. En total se desarrollaron 10 fechas de visita recíproca en las que un equipo quedaba libre debido al número impar de clubes.

### Gran final
Eventual serie final entre el líder de la etapa de clasificación y el líder de la pentagonal a dos partidos para definir un campeón.
El equipo mejor posicionado del campeonato fue representante de Costa Rica para la Copa de Campeones de la Concacaf 1984.

## Información de los equipos
Tomaron parte en el torneo diez clubes, teniendo como ascendido el equipo de El Carmen.
| Equipo          | Entrenador          | Ciudad     | Estadio          |
| --------------- | ------------------- | ---------- | ---------------- |
| Alajuelense     | Odir Jacques        | Alajuela   | Morera Soto      |
| El Carmen       | Óscar Madrigal      | Alajuela   | Morera Soto      |
| Herediano       | Marvin Rodríguez    | Heredia    | Rosabal Cordero  |
| Limonense       | Teodoro Cramel      | Limón      | Juan Gobán       |
| Puntarenas      | Toribio Rojas       | Puntarenas | "Lito" Pérez     |
| Ramonense       | Luis Bonilla        | San Ramón  | Guillermo Vargas |
| Sagrada Familia | Leroy Lewis         | San José   | Nacional         |
| San Carlos      | Antonio Moyano      | Quesada    | Carlos Ugalde    |
| San José        | José Joaquín García | San José   | Nacional         |
| Saprissa        | Rigoberto Rojas     | Tibás      | Ricardo Saprissa |

### Relevo de plazas
| Descendido a Liga Mayor |
| ----------------------- |
| C. S. Cartaginés        |

| Ascendido de Liga Mayor |
| ----------------------- |
| El Carmen F. C.         |

## Fase de clasificación

### Tabla de posiciones
| Pos. | Equipo                | Pts. | PJ | G  | E  | P  | GF | GC | Dif. | Notas                     |
| ---- | --------------------- | ---- | -- | -- | -- | -- | -- | -- | ---- | ------------------------- |
| 1    | L. D. Alajuelense     | 48   | 36 | 18 | 12 | 6  | 47 | 25 | +22  | Clasifica a la gran final |
| 2    | Municipal Puntarenas  | 41   | 36 | 15 | 11 | 10 | 60 | 41 | +19  | Clasifica a la pentagonal |
| 3    | A. D. Sagrada Familia | 40   | 36 | 16 | 8  | 12 | 41 | 42 | −1   | Clasifica a la pentagonal |
| 4    | C. S. Herediano       | 39   | 36 | 14 | 11 | 11 | 36 | 31 | +5   | Clasifica a la pentagonal |
| 5    | A. D. San Carlos      | 38   | 36 | 13 | 12 | 11 | 43 | 38 | +5   | Clasifica a la pentagonal |
| 6    | A. D. Limonense       | 37   | 36 | 12 | 13 | 11 | 37 | 42 | −5   |                           |
| 7    | Deportivo Saprissa    | 36   | 36 | 11 | 14 | 11 | 43 | 39 | +4   |                           |
| 8    | Municipal San José    | 29   | 36 | 6  | 17 | 13 | 36 | 48 | −12  |                           |
| 9    | A. D. Ramonense       | 29   | 36 | 8  | 13 | 15 | 27 | 40 | −13  |                           |
| 10   | El Carmen F. C.       | 23   | 36 | 7  | 9  | 20 | 39 | 63 | −24  | Descenso de categoría     |

 Fuente: La República
Criterios de clasificación: Puntos · Diferencia de goles · Goles a favor

## Resultados
| Jornada 1          | Jornada 1 | Jornada 1       | Jornada 1        | Jornada 1     | Jornada 1 |
| Local              | Resultado | Visitante       | Estadio          | Fecha         |           |
| ------------------ | --------- | --------------- | ---------------- | ------------- | --------- |
| Alajuelense        | 2 - 1     | Saprissa        | Morera Soto      | 27 de febrero |           |
| Ramonense          | 0 - 2     | Sagrada Familia | Guillermo Vargas | 27 de febrero |           |
| Herediano          | 4 - 1     | El Carmen       | Rosabal Cordero  | 27 de febrero |           |
| San Carlos         | 5 - 0     | Puntarenas      | Carlos Ugalde    | 27 de febrero |           |
| San José           | 1 - 1     | Limonense       | Nacional         | 9 de marzo    |           |
| Total de goles: 17 |           |                 |                  |               |           |

| Jornada 2          | Jornada 2 | Jornada 2   | Jornada 2        | Jornada 2  | Jornada 2 |
| Local              | Resultado | Visitante   | Estadio          | Fecha      |           |
| ------------------ | --------- | ----------- | ---------------- | ---------- | --------- |
| Limonense          | 1 - 0     | Ramonense   | Juan Gobán       | 6 de marzo |           |
| Saprissa           | 1 - 1     | San José    | Ricardo Saprissa | 6 de marzo |           |
| El Carmen          | 1 - 2     | Alajuelense | Morera Soto      | 6 de marzo |           |
| Puntarenas         | 3 - 0     | Herediano   | Lito Pérez       | 6 de marzo |           |
| Sagrada Familia    | 1 - 0     | San Carlos  | Nacional         | 6 de marzo |           |
| Total de goles: 10 |           |             |                  |            |           |

| Jornada 3          | Jornada 3 | Jornada 3       | Jornada 3        | Jornada 3   | Jornada 3 |
| Local              | Resultado | Visitante       | Estadio          | Fecha       |           |
| ------------------ | --------- | --------------- | ---------------- | ----------- | --------- |
| Ramonense          | 1 - 0     | San Carlos      | Guillermo Vargas | 13 de marzo |           |
| San José           | 2 - 0     | El Carmen       | Nacional         | 13 de marzo |           |
| Alajuelense        | 4 - 2     | Puntarenas      | Morera Soto      | 13 de marzo |           |
| Herediano          | 0 - 1     | Sagrada Familia | Rosabal Cordero  | 13 de marzo |           |
| Limonense          | 3 - 2     | Saprissa        | Juan Gobán       | 13 de marzo |           |
| Total de goles: 15 |           |                 |                  |             |           |

| Jornada 4         | Jornada 4 | Jornada 4   | Jornada 4        | Jornada 4   | Jornada 4 |
| Local             | Resultado | Visitante   | Estadio          | Fecha       |           |
| ----------------- | --------- | ----------- | ---------------- | ----------- | --------- |
| Saprissa          | 1 - 1     | Ramonense   | Ricardo Saprissa | 20 de marzo |           |
| Puntarenas        | 0 - 3     | San José    | Lito Pérez       | 20 de marzo |           |
| Sagrada Familia   | 1 - 0     | Alajuelense | Nacional         | 20 de marzo |           |
| San Carlos        | 0 - 0     | Herediano   | Carlos Ugalde    | 20 de marzo |           |
| El Carmen         | 0 - 1     | Limonense   | Morera Soto      | 20 de marzo |           |
| Total de goles: 7 |           |             |                  |             |           |

| Jornada 5          | Jornada 5 | Jornada 5       | Jornada 5        | Jornada 5   | Jornada 5 |
| Local              | Resultado | Visitante       | Estadio          | Fecha       |           |
| ------------------ | --------- | --------------- | ---------------- | ----------- | --------- |
| Ramonense          | 2 - 1     | Herediano       | Guillermo Vargas | 27 de marzo |           |
| San José           | 1 - 2     | Sagrada Familia | Nacional         | 27 de marzo |           |
| Alajuelense        | 2 - 0     | San Carlos      | Morera Soto      | 27 de marzo |           |
| Saprissa           | 2 - 1     | El Carmen       | Ricardo Saprissa | 27 de marzo |           |
| Limonense          | 1 - 1     | Puntarenas      | Juan Gobán       | 27 de marzo |           |
| Total de goles: 13 |           |                 |                  |             |           |

| Jornada 6          | Jornada 6 | Jornada 6   | Jornada 6       | Jornada 6  | Jornada 6 |
| Local              | Resultado | Visitante   | Estadio         | Fecha      |           |
| ------------------ | --------- | ----------- | --------------- | ---------- | --------- |
| El Carmen          | 2 - 2     | Ramonense   | Morera Soto     | 3 de abril |           |
| San Carlos         | 2 - 2     | San José    | Carlos Ugalde   | 3 de abril |           |
| Herediano          | 0 - 0     | Alajuelense | Rosabal Cordero | 3 de abril |           |
| Puntarenas         | 3 - 0     | Saprissa    | Lito Pérez      | 3 de abril |           |
| Sagrada Familia    | 2 - 2     | Limonense   | Nacional        | 3 de abril |           |
| Total de goles: 15 |           |             |                 |            |           |

| Jornada 7          | Jornada 7 | Jornada 7       | Jornada 7        | Jornada 7   | Jornada 7 |
| Local              | Resultado | Visitante       | Estadio          | Fecha       |           |
| ------------------ | --------- | --------------- | ---------------- | ----------- | --------- |
| San José           | 3 - 2     | Herediano       | Nacional         | 9 de abril  |           |
| Ramonense          | 0 - 0     | Alajuelense     | Guillermo Vargas | 10 de abril |           |
| El Carmen          | 0 - 3     | Puntarenas      | Morera Soto      | 10 de abril |           |
| Saprissa           | 0 - 0     | Sagrada Familia | Ricardo Saprissa | 10 de abril |           |
| Limonense          | 1 - 1     | San Carlos      | Juan Gobán       | 10 de abril |           |
| Total de goles: 10 |           |                 |                  |             |           |

| Jornada 8          | Jornada 8 | Jornada 8  | Jornada 8        | Jornada 8   | Jornada 8 |
| Local              | Resultado | Visitante  | Estadio          | Fecha       |           |
| ------------------ | --------- | ---------- | ---------------- | ----------- | --------- |
| Ramonense          | 3 - 2     | Puntarenas | Guillermo Vargas | 17 de abril |           |
| Alajuelense        | 3 - 0     | San José   | Morera Soto      | 17 de abril |           |
| Sagrada Familia    | 2 - 1     | El Carmen  | Nacional         | 17 de abril |           |
| San Carlos         | 0 - 0     | Saprissa   | Carlos Ugalde    | 17 de abril |           |
| Herediano          | 2 - 0     | Limonense  | Rosabal Cordero  | 17 de abril |           |
| Total de goles: 13 |           |            |                  |             |           |

| Jornada 9         | Jornada 9 | Jornada 9       | Jornada 9        | Jornada 9   | Jornada 9 |
| Local             | Resultado | Visitante       | Estadio          | Fecha       |           |
| ----------------- | --------- | --------------- | ---------------- | ----------- | --------- |
| San José          | 0 - 0     | Ramonense       | Nacional         | 23 de abril |           |
| Puntarenas        | 2 - 0     | Sagrada Familia | Lito Pérez       | 24 de abril |           |
| El Carmen         | 0 - 1     | San Carlos      | Morera Soto      | 24 de abril |           |
| Saprissa          | 2 - 1     | Herediano       | Ricardo Saprissa | 24 de abril |           |
| Limonense         | 1 - 1     | Alajuelense     | Juan Gobán       | 24 de abril |           |
| Total de goles: 8 |           |                 |                  |             |           |

| Jornada 10         | Jornada 10 | Jornada 10  | Jornada 10       | Jornada 10 | Jornada 10 |
| Local              | Resultado  | Visitante   | Estadio          | Fecha      |            |
| ------------------ | ---------- | ----------- | ---------------- | ---------- | ---------- |
| Saprissa           | 1 - 2      | Alajuelense | Ricardo Saprissa | 1 de mayo  |            |
| Sagrada Familia    | 0 - 2      | Ramonense   | Nacional         | 1 de mayo  |            |
| Limonense          | 1 - 1      | San José    | Juan Gobán       | 1 de mayo  |            |
| El Carmen          | 1 - 2      | Herediano   | Morera Soto      | 1 de mayo  |            |
| Puntarenas         | 2 - 1      | San Carlos  | Lito Pérez       | 1 de mayo  |            |
| Total de goles: 13 |            |             |                  |            |            |

| Jornada 11        | Jornada 11 | Jornada 11      | Jornada 11       | Jornada 11 | Jornada 11 |
| Local             | Resultado  | Visitante       | Estadio          | Fecha      |            |
| ----------------- | ---------- | --------------- | ---------------- | ---------- | ---------- |
| Herediano         | 0 - 0      | Puntarenas      | Rosabal Cordero  | 4 de mayo  |            |
| Ramonense         | 1 - 2      | Limonense       | Guillermo Vargas | 22 de mayo |            |
| San José          | 1 - 1      | Saprissa        | Nacional         | 22 de mayo |            |
| Alajuelense       | 2 - 1      | El Carmen       | Morera Soto      | 22 de mayo |            |
| San Carlos        | 1 - 0      | Sagrada Familia | Carlos Ugalde    | 22 de mayo |            |
| Total de goles: 9 |            |                 |                  |            |            |

| Jornada 12        | Jornada 12 | Jornada 12  | Jornada 12       | Jornada 12 | Jornada 12 |
| Local             | Resultado  | Visitante   | Estadio          | Fecha      |            |
| ----------------- | ---------- | ----------- | ---------------- | ---------- | ---------- |
| Sagrada Familia   | 1 - 0      | Herediano   | Nacional         | 28 de mayo |            |
| San Carlos        | 2 - 1      | Ramonense   | Carlos Ugalde    | 29 de mayo |            |
| El Carmen         | 1 - 1      | San José    | Morera Soto      | 29 de mayo |            |
| Puntarenas        | 2 - 0      | Alajuelense | Lito Pérez       | 29 de mayo |            |
| Saprissa          | 1 - 0      | Limonense   | Ricardo Saprissa | 29 de mayo |            |
| Total de goles: 9 |            |             |                  |            |            |

| Jornada 13        | Jornada 13 | Jornada 13      | Jornada 13       | Jornada 13 | Jornada 13 |
| Local             | Resultado  | Visitante       | Estadio          | Fecha      |            |
| ----------------- | ---------- | --------------- | ---------------- | ---------- | ---------- |
| Ramonense         | 1 - 0      | Saprissa        | Guillermo Vargas | 5 de junio |            |
| San José          | 1 - 1      | Puntarenas      | Nacional         | 5 de junio |            |
| Alajuelense       | 0 - 0      | Sagrada Familia | Morera Soto      | 5 de junio |            |
| Herediano         | 0 - 2      | San Carlos      | Rosabal Cordero  | 5 de junio |            |
| Limonense         | 2 - 0      | El Carmen       | Juan Gobán       | 5 de junio |            |
| Total de goles: 7 |            |                 |                  |            |            |

| Jornada 14         | Jornada 14 | Jornada 14  | Jornada 14      | Jornada 14  | Jornada 14 |
| Local              | Resultado  | Visitante   | Estadio         | Fecha       |            |
| ------------------ | ---------- | ----------- | --------------- | ----------- | ---------- |
| Herediano          | 2 - 1      | Ramonense   | Rosabal Cordero | 12 de junio |            |
| Sagrada Familia    | 1 - 1      | San José    | Nacional        | 12 de junio |            |
| San Carlos         | 1 - 2      | Alajuelense | Carlos Ugalde   | 12 de junio |            |
| El Carmen          | 1 - 2      | Saprissa    | Morera Soto     | 12 de junio |            |
| Puntarenas         | 4 - 0      | Limonense   | Lito Pérez      | 12 de junio |            |
| Total de goles: 15 |            |             |                 |             |            |

| Jornada 15        | Jornada 15 | Jornada 15      | Jornada 15       | Jornada 15  | Jornada 15 |
| Local             | Resultado  | Visitante       | Estadio          | Fecha       |            |
| ----------------- | ---------- | --------------- | ---------------- | ----------- | ---------- |
| Ramonense         | 2 - 0      | El Carmen       | Guillermo Vargas | 19 de junio |            |
| San José          | 0 - 0      | San Carlos      | Nacional         | 19 de junio |            |
| Alajuelense       | 0 - 0      | Herediano       | Morera Soto      | 19 de junio |            |
| Saprissa          | 1 - 0      | Puntarenas      | Ricardo Saprissa | 19 de junio |            |
| Limonense         | 3 - 0      | Sagrada Familia | Juan Gobán       | 19 de junio |            |
| Total de goles: 6 |            |                 |                  |             |            |

| Jornada 16         | Jornada 16 | Jornada 16 | Jornada 16      | Jornada 16  | Jornada 16 |
| Local              | Resultado  | Visitante  | Estadio         | Fecha       |            |
| ------------------ | ---------- | ---------- | --------------- | ----------- | ---------- |
| Alajuelense        | 2 - 0      | Ramonense  | Morera Soto     | 26 de junio |            |
| Herediano          | 2 - 2      | San José   | Rosabal Cordero | 26 de junio |            |
| Puntarenas         | 2 - 2      | El Carmen  | Lito Pérez      | 26 de junio |            |
| Sagrada Familia    | 1 - 0      | Saprissa   | Nacional        | 26 de junio |            |
| San Carlos         | 2 - 1      | Limonense  | Carlos Ugalde   | 26 de junio |            |
| Total de goles: 14 |            |            |                 |             |            |

| Jornada 17         | Jornada 17 | Jornada 17      | Jornada 17       | Jornada 17 | Jornada 17 |
| Local              | Resultado  | Visitante       | Estadio          | Fecha      |            |
| ------------------ | ---------- | --------------- | ---------------- | ---------- | ---------- |
| Puntarenas         | 2 - 0      | Ramonense       | Lito Pérez       | 3 de julio |            |
| Saprissa           | 1 - 0      | San Carlos      | Ricardo Saprissa | 3 de julio |            |
| Limonense          | 1 - 3      | Herediano       | Juan Gobán       | 3 de julio |            |
| San José           | 1 - 0      | Alajuelense     | Nacional         | 6 de julio |            |
| El Carmen          | 1 - 2      | Sagrada Familia | Rosabal Cordero  | 6 de julio |            |
| Total de goles: 11 |            |                 |                  |            |            |

| Jornada 18         | Jornada 18 | Jornada 18 | Jornada 18       | Jornada 18  | Jornada 18 |
| Local              | Resultado  | Visitante  | Estadio          | Fecha       |            |
| ------------------ | ---------- | ---------- | ---------------- | ----------- | ---------- |
| Ramonense          | 1 - 2      | San José   | Guillermo Vargas | 10 de julio |            |
| Sagrada Familia    | 2 - 1      | Puntarenas | Nacional         | 10 de julio |            |
| San Carlos         | 1 - 3      | El Carmen  | Carlos Ugalde    | 10 de julio |            |
| Herediano          | 2 - 1      | Saprissa   | Rosabal Cordero  | 10 de julio |            |
| Alajuelense        | 2 - 0      | Limonense  | Morera Soto      | 10 de julio |            |
| Total de goles: 15 |            |            |                  |             |            |

| Jornada 19        | Jornada 19 | Jornada 19      | Jornada 19       | Jornada 19  | Jornada 19 |
| Local             | Resultado  | Visitante       | Estadio          | Fecha       |            |
| ----------------- | ---------- | --------------- | ---------------- | ----------- | ---------- |
| Alajuelense       | 2 - 1      | Saprissa        | Morera Soto      | 17 de julio |            |
| Ramonense         | 1 - 0      | Sagrada Familia | Guillermo Vargas | 17 de julio |            |
| San José          | 0 - 0      | Limonense       | Nacional         | 17 de julio |            |
| Herediano         | 1 - 1      | El Carmen       | Rosabal Cordero  | 17 de julio |            |
| San Carlos        | 0 - 0      | Puntarenas      | Carlos Ugalde    | 17 de julio |            |
| Total de goles: 6 |            |                 |                  |             |            |

| Jornada 20        | Jornada 20 | Jornada 20  | Jornada 20       | Jornada 20  | Jornada 20 |
| Local             | Resultado  | Visitante   | Estadio          | Fecha       |            |
| ----------------- | ---------- | ----------- | ---------------- | ----------- | ---------- |
| Limonense         | 1 - 1      | Ramonense   | Rafael Camacho   | 24 de julio |            |
| Saprissa          | 1 - 0      | San José    | Ricardo Saprissa | 24 de julio |            |
| El Carmen         | 0 - 0      | Alajuelense | Morera Soto      | 24 de julio |            |
| Puntarenas        | 2 - 0      | Herediano   | Lito Pérez       | 24 de julio |            |
| Sagrada Familia   | 1 - 2      | San Carlos  | Nacional         | 24 de julio |            |
| Total de goles: 8 |            |             |                  |             |            |

| Jornada 21        | Jornada 21 | Jornada 21      | Jornada 21       | Jornada 21  | Jornada 21 |
| Local             | Resultado  | Visitante       | Estadio          | Fecha       |            |
| ----------------- | ---------- | --------------- | ---------------- | ----------- | ---------- |
| Ramonense         | 1 - 1      | San Carlos      | Guillermo Vargas | 31 de julio |            |
| San José          | 0 - 2      | El Carmen       | Nacional         | 31 de julio |            |
| Alajuelense       | 0 - 0      | Puntarenas      | Morera Soto      | 31 de julio |            |
| Herediano         | 1 - 0      | Sagrada Familia | Rosabal Cordero  | 31 de julio |            |
| Limonense         | 1 - 0      | Saprissa        | Juan Gobán       | 31 de julio |            |
| Total de goles: 6 |            |                 |                  |             |            |

| Jornada 22         | Jornada 22 | Jornada 22  | Jornada 22       | Jornada 22  | Jornada 22 |
| Local              | Resultado  | Visitante   | Estadio          | Fecha       |            |
| ------------------ | ---------- | ----------- | ---------------- | ----------- | ---------- |
| Saprissa           | 2 - 2      | Ramonense   | Ricardo Saprissa | 7 de agosto |            |
| Puntarenas         | 4 - 2      | San José    | Lito Pérez       | 7 de agosto |            |
| Sagrada Familia    | 1 - 3      | Alajuelense | Nacional         | 7 de agosto |            |
| San Carlos         | 0 - 1      | Herediano   | Carlos Ugalde    | 7 de agosto |            |
| El Carmen          | 2 - 1      | Limonense   | Morera Soto      | 7 de agosto |            |
| Total de goles: 18 |            |             |                  |             |            |

| Jornada 23         | Jornada 23 | Jornada 23      | Jornada 23       | Jornada 23   | Jornada 23 |
| Local              | Resultado  | Visitante       | Estadio          | Fecha        |            |
| ------------------ | ---------- | --------------- | ---------------- | ------------ | ---------- |
| Ramonense          | 0 - 0      | Herediano       | Guillermo Vargas | 14 de agosto |            |
| San José           | 0 - 1      | Sagrada Familia | Nacional         | 14 de agosto |            |
| Alajuelense        | 4 - 0      | San Carlos      | Morera Soto      | 14 de agosto |            |
| Saprissa           | 3 - 1      | El Carmen       | Ricardo Saprissa | 14 de agosto |            |
| Limonense          | 1 - 1      | Puntarenas      | Juan Gobán       | 14 de agosto |            |
| Total de goles: 11 |            |                 |                  |              |            |

| Jornada 24         | Jornada 24 | Jornada 24  | Jornada 24      | Jornada 24   | Jornada 24 |
| Local              | Resultado  | Visitante   | Estadio         | Fecha        |            |
| ------------------ | ---------- | ----------- | --------------- | ------------ | ---------- |
| El Carmen          | 1 - 0      | Ramonense   | Morera Soto     | 21 de agosto |            |
| San Carlos         | 3 - 1      | San José    | Carlos Ugalde   | 21 de agosto |            |
| Herediano          | 0 - 1      | Alajuelense | Rosabal Cordero | 21 de agosto |            |
| Puntarenas         | 2 - 2      | Saprissa    | Lito Pérez      | 21 de agosto |            |
| Sagrada Familia    | 1 - 1      | Limonense   | Nacional        | 21 de agosto |            |
| Total de goles: 12 |            |             |                 |              |            |

| Jornada 25         | Jornada 25 | Jornada 25      | Jornada 25       | Jornada 25   | Jornada 25 |
| Local              | Resultado  | Visitante       | Estadio          | Fecha        |            |
| ------------------ | ---------- | --------------- | ---------------- | ------------ | ---------- |
| Ramonense          | 0 - 2      | Alajuelense     | Guillermo Vargas | 28 de agosto |            |
| San José           | 0 - 2      | Herediano       | Nacional         | 28 de agosto |            |
| El Carmen          | 4 - 1      | Puntarenas      | Morera Soto      | 28 de agosto |            |
| Saprissa           | 1 - 1      | Sagrada Familia | Ricardo Saprissa | 28 de agosto |            |
| Limonense          | 2 - 1      | San Carlos      | Juan Gobán       | 28 de agosto |            |
| Total de goles: 14 |            |                 |                  |              |            |

| Jornada 26        | Jornada 26 | Jornada 26 | Jornada 26       | Jornada 26      | Jornada 26 |
| Local             | Resultado  | Visitante  | Estadio          | Fecha           |            |
| ----------------- | ---------- | ---------- | ---------------- | --------------- | ---------- |
| Ramonense         | 0 - 0      | Puntarenas | Guillermo Vargas | 4 de septiembre |            |
| Alajuelense       | 0 - 0      | San José   | Morera Soto      | 4 de septiembre |            |
| Sagrada Familia   | 4 - 0      | El Carmen  | Nacional         | 4 de septiembre |            |
| San Carlos        | 1 - 1      | Saprissa   | Carlos Ugalde    | 4 de septiembre |            |
| Herediano         | 1 - 0      | Limonense  | Rosabal Cordero  | 4 de septiembre |            |
| Total de goles: 7 |            |            |                  |                 |            |

| Jornada 27         | Jornada 27 | Jornada 27      | Jornada 27       | Jornada 27       | Jornada 27 |
| Local              | Resultado  | Visitante       | Estadio          | Fecha            |            |
| ------------------ | ---------- | --------------- | ---------------- | ---------------- | ---------- |
| San José           | 1 - 2      | Ramonense       | Nacional         | 11 de septiembre |            |
| Puntarenas         | 4 - 0      | Sagrada Familia | Lito Pérez       | 11 de septiembre |            |
| El Carmen          | 0 - 2      | San Carlos      | Morera Soto      | 11 de septiembre |            |
| Saprissa           | 0 - 0      | Herediano       | Ricardo Saprissa | 11 de septiembre |            |
| Limonense          | 2 - 0      | Alajuelense     | Juan Gobán       | 11 de septiembre |            |
| Total de goles: 11 |            |                 |                  |                  |            |

| Jornada 28         | Jornada 28 | Jornada 28  | Jornada 28       | Jornada 28       | Jornada 28 |
| Local              | Resultado  | Visitante   | Estadio          | Fecha            |            |
| ------------------ | ---------- | ----------- | ---------------- | ---------------- | ---------- |
| Saprissa           | 4 - 1      | Alajuelense | Ricardo Saprissa | 15 de septiembre |            |
| Sagrada Familia    | 1 - 1      | Ramonense   | Nacional         | 15 de septiembre |            |
| Limonense          | 1 - 1      | San José    | Juan Gobán       | 15 de septiembre |            |
| El Carmen          | 0 - 0      | Herediano   | Morera Soto      | 15 de septiembre |            |
| Puntarenas         | 1 - 1      | San Carlos  | Lito Pérez       | 22 de septiembre |            |
| Total de goles: 11 |            |             |                  |                  |            |

| Jornada 29         | Jornada 29 | Jornada 29      | Jornada 29       | Jornada 29       | Jornada 29 |
| Local              | Resultado  | Visitante       | Estadio          | Fecha            |            |
| ------------------ | ---------- | --------------- | ---------------- | ---------------- | ---------- |
| Ramonense          | 0 - 1      | Limonense       | Guillermo Vargas | 18 de septiembre |            |
| San José           | 1 - 1      | Saprissa        | Nacional         | 18 de septiembre |            |
| Alajuelense        | 1 - 1      | El Carmen       | Morera Soto      | 18 de septiembre |            |
| Herediano          | 2 - 0      | Puntarenas      | Rosabal Cordero  | 18 de septiembre |            |
| San Carlos         | 4 - 2      | Sagrada Familia | Carlos Ugalde    | 18 de septiembre |            |
| Total de goles: 13 |            |                 |                  |                  |            |

| Jornada 30         | Jornada 30 | Jornada 30  | Jornada 30       | Jornada 30       | Jornada 30 |
| Local              | Resultado  | Visitante   | Estadio          | Fecha            |            |
| ------------------ | ---------- | ----------- | ---------------- | ---------------- | ---------- |
| San Carlos         | 2 - 0      | Ramonense   | Carlos Ugalde    | 25 de septiembre |            |
| El Carmen          | 3 - 2      | San José    | Morera Soto      | 25 de septiembre |            |
| Puntarenas         | 1 - 2      | Alajuelense | Lito Pérez       | 25 de septiembre |            |
| Sagrada Familia    | 2 - 1      | Herediano   | Nacional         | 25 de septiembre |            |
| Saprissa           | 2 - 2      | Limonense   | Ricardo Saprissa | 25 de septiembre |            |
| Total de goles: 17 |            |             |                  |                  |            |

| Jornada 31        | Jornada 31 | Jornada 31      | Jornada 31       | Jornada 31   | Jornada 31 |
| Local             | Resultado  | Visitante       | Estadio          | Fecha        |            |
| ----------------- | ---------- | --------------- | ---------------- | ------------ | ---------- |
| Ramonense         | 0 - 0      | Saprissa        | Guillermo Vargas | 2 de octubre |            |
| San José          | 1 - 1      | Puntarenas      | Nacional         | 2 de octubre |            |
| Alajuelense       | 0 - 1      | Sagrada Familia | Morera Soto      | 2 de octubre |            |
| Herediano         | 0 - 0      | San Carlos      | Rosabal Cordero  | 2 de octubre |            |
| Limonense         | 0 - 0      | El Carmen       | Juan Gobán       | 2 de octubre |            |
| Total de goles: 3 |            |                 |                  |              |            |

| Jornada 32         | Jornada 32 | Jornada 32  | Jornada 32      | Jornada 32   | Jornada 32 |
| Local              | Resultado  | Visitante   | Estadio         | Fecha        |            |
| ------------------ | ---------- | ----------- | --------------- | ------------ | ---------- |
| Herediano          | 1 - 0      | Ramonense   | Rosabal Cordero | 9 de octubre |            |
| Sagrada Familia    | 3 - 1      | San José    | Nacional        | 9 de octubre |            |
| San Carlos         | 0 - 0      | Alajuelense | Carlos Ugalde   | 9 de octubre |            |
| El Carmen          | 1 - 5      | Saprissa    | Morera Soto     | 9 de octubre |            |
| Puntarenas         | 3 - 0      | Limonense   | Lito Pérez      | 9 de octubre |            |
| Total de goles: 14 |            |             |                 |              |            |

| Jornada 33        | Jornada 33 | Jornada 33      | Jornada 33       | Jornada 33     | Jornada 33 |
| Local             | Resultado  | Visitante       | Estadio          | Fecha          |            |
| ----------------- | ---------- | --------------- | ---------------- | -------------- | ---------- |
| Ramonense         | 1 - 1      | El Carmen       | Guillermo Vargas | 6 de noviembre |            |
| San José          | 1 - 1      | San Carlos      | Nacional         | 6 de noviembre |            |
| Alajuelense       | 1 - 1      | Herediano       | Morera Soto      | 6 de noviembre |            |
| Saprissa          | 0 - 2      | Puntarenas      | Ricardo Saprissa | 6 de noviembre |            |
| Limonense         | 1 - 0      | Sagrada Familia | Juan Gobán       | 6 de noviembre |            |
| Total de goles: 9 |            |                 |                  |                |            |

| Jornada 34         | Jornada 34 | Jornada 34 | Jornada 34      | Jornada 34      | Jornada 34 |
| Local              | Resultado  | Visitante  | Estadio         | Fecha           |            |
| ------------------ | ---------- | ---------- | --------------- | --------------- | ---------- |
| Alajuelense        | 0 - 0      | Ramonense  | Morera Soto     | 13 de noviembre |            |
| Herediano          | 1 - 0      | San José   | Rosabal Cordero | 13 de noviembre |            |
| Puntarenas         | 3 - 1      | El Carmen  | Lito Pérez      | 13 de noviembre |            |
| Sagrada Familia    | 1 - 1      | Saprissa   | Nacional        | 13 de noviembre |            |
| San Carlos         | 2 - 1      | Limonense  | Carlos Ugalde   | 13 de noviembre |            |
| Total de goles: 10 |            |            |                 |                 |            |

| Jornada 35         | Jornada 35 | Jornada 35      | Jornada 35       | Jornada 35      | Jornada 35 |
| Local              | Resultado  | Visitante       | Estadio          | Fecha           |            |
| ------------------ | ---------- | --------------- | ---------------- | --------------- | ---------- |
| Puntarenas         | 4 - 0      | Ramonense       | Lito Pérez       | 20 de noviembre |            |
| San José           | 1 - 3      | Alajuelense     | Nacional         | 20 de noviembre |            |
| El Carmen          | 4 - 2      | Sagrada Familia | Morera Soto      | 20 de noviembre |            |
| Saprissa           | 2 - 0      | San Carlos      | Ricardo Saprissa | 20 de noviembre |            |
| Limonense          | 2 - 1      | Herediano       | Juan Gobán       | 20 de noviembre |            |
| Total de goles: 19 |            |                 |                  |                 |            |

| Jornada 36         | Jornada 36 | Jornada 36 | Jornada 36       | Jornada 36      | Jornada 36 |
| Local              | Resultado  | Visitante  | Estadio          | Fecha           |            |
| ------------------ | ---------- | ---------- | ---------------- | --------------- | ---------- |
| Ramonense          | 0 - 1      | San José   | Guillermo Vargas | 27 de noviembre |            |
| Sagrada Familia    | 2 - 1      | Puntarenas | Nacional         | 27 de noviembre |            |
| San Carlos         | 3 - 1      | El Carmen  | Carlos Ugalde    | 27 de noviembre |            |
| Herediano          | 1 - 0      | Saprissa   | Rosabal Cordero  | 27 de noviembre |            |
| Alajuelense        | 3 - 0      | Limonense  | Morera Soto      | 27 de noviembre |            |
| Total de goles: 12 |            |            |                  |                 |            |

## Segunda fase

### Clasificación de la pentagonal
| Pos. | Equipo                | Pts. | PJ | G | E | P | GF | GC | Dif. | Notas                     |
| ---- | --------------------- | ---- | -- | - | - | - | -- | -- | ---- | ------------------------- |
| 1    | L. D. Alajuelense (C) | 11   | 8  | 4 | 3 | 1 | 9  | 5  | +4   | Clasifica a la gran final |
| 2    | A. D. Sagrada Familia | 8    | 8  | 3 | 2 | 3 | 8  | 8  | 0    |                           |
| 3    | Municipal Puntarenas  | 8    | 8  | 3 | 2 | 3 | 7  | 9  | −2   |                           |
| 4    | C. S. Herediano       | 7    | 8  | 3 | 1 | 4 | 9  | 7  | +2   |                           |
| 5    | A. D. San Carlos      | 6    | 8  | 2 | 2 | 4 | 9  | 13 | −4   |                           |

 Fuente: RSSSF
Criterios de clasificación: Puntos · Diferencia de goles · Goles a favor

### Resultados
| Primera vuelta     | Primera vuelta | Primera vuelta  | Primera vuelta  | Primera vuelta  | Primera vuelta |
| Local              | Resultado      | Visitante       | Estadio         | Fecha           |                |
| ------------------ | -------------- | --------------- | --------------- | --------------- | -------------- |
| Puntarenas         | 1 - 3          | Herediano       | Lito Pérez      | 4 de diciembre  |                |
| Alajuelense        | 0 - 0          | Sagrada Familia | Morera Soto     | 8 de diciembre  |                |
| Herediano          | 0 - 0          | San Carlos      | Rosabal Cordero | 11 de diciembre |                |
| Sagrada Familia    | 0 - 0          | Puntarenas      | Nacional        | 11 de diciembre |                |
| San Carlos         | 0 - 0          | Alajuelense     | Nacional        | 14 de diciembre |                |
| Puntarenas         | 1 - 1          | Alajuelense     | Lito Pérez      | 18 de diciembre |                |
| Herediano          | 0 - 2          | Sagrada Familia | Rosabal Cordero | 18 de diciembre |                |
| Sagrada Familia    | 4 - 3          | San Carlos      | Nacional        | 22 de diciembre |                |
| Herediano          | 0 - 1          | Alajuelense     | Rosabal Cordero | 25 de diciembre |                |
| San Carlos         | 0 - 2          | Puntarenas      | Carlos Ugalde   | 25 de diciembre |                |
| Total de goles: 18 |                |                 |                 |                 |                |

| Segunda vuelta     | Segunda vuelta | Segunda vuelta  | Segunda vuelta  | Segunda vuelta  | Segunda vuelta |
| Local              | Resultado      | Visitante       | Estadio         | Fecha           |                |
| ------------------ | -------------- | --------------- | --------------- | --------------- | -------------- |
| Herediano          | 0 - 1          | Puntarenas      | Rosabal Cordero | 28 de diciembre |                |
| Sagrada Familia    | 0 - 1          | Alajuelense     | Nacional        | 29 de diciembre |                |
| San Carlos         | 0 - 4          | Herediano       | Nacional        |                 |                |
| Puntarenas         | 1 - 0          | Sagrada Familia | Lito Pérez      |                 |                |
| Alajuelense        | 3 - 2          | San Carlos      | Morera Soto     |                 |                |
| Sagrada Familia    | 2 - 1          | Herediano       | Nacional        |                 |                |
| Alajuelense (C)    | 1 - 0          | Puntarenas      | Morera Soto     |                 |                |
| Alajuelense        | 0 - 1          | Herediano       | Morera Soto     |                 |                |
| San Carlos         | 2 - 0          | Sagrada Familia | Carlos Ugalde   |                 |                |
| Puntarenas         | 0 - 2          | San Carlos      | Lito Pérez      |                 |                |
| Total de goles: 21 |                |                 |                 |                 |                |

|                                       |
|                                       |
| Campeón L. D. Alajuelense 14.º título |

## Estadísticas

### Tabla de goleadores
Lista con los máximos anotadores de la temporada.
| Pos. | Jugador           | Equipo          | Goles |
| ---- | ----------------- | --------------- | ----- |
| 1.º  | Juan Pablo Chacón | San Carlos      | 17    |
| 2.º  | Yanán Villegas    | Puntarenas      | 15    |
| 3.º  | Guillermo Guardia | Saprissa        | 12    |
| 4.º  | Omar Arroyo       | Alajuelense     | 11    |
| =    | Jorge Picado      | Sagrada Familia | 11    |
| 6.º  | Rodrigo Kenton    | Puntarenas      | 10    |
| =    | Carlos Camacho    | Herediano       | 10    |
| =    | José Rojas        | Ramonense       | 10    |